# Loxosoma cingulata
Loxosoma cingulata är en bägardjursart som beskrevs av Arnold Girard Kluge 1946. Loxosoma cingulata ingår i släktet Loxosoma och familjen Loxosomatidae. Inga underarter finns listade i Catalogue of Life.